# Fender Jaguar
Die Jaguar ist eine E-Gitarre. Sie wird seit 1962 vom US-amerikanischen Musikinstrumentenbauer Fender hergestellt.

## Geschichte
Das Modell kam 1962 als Nachfolger der Fender Jazzmaster auf den Markt, die Ende der 1950er-Jahre herauskam. Mit verkürztem Hals und „viel Chrom“ (O-Ton Leo Fender) sollte sie das neue Topmodell werden. Der Konkurrenz durch die E-Gitarren-Modelle Fender Stratocaster und Fender Telecaster war sie jedoch nicht gewachsen. Mangels Erfolg stellte Fender die Produktion 1975 ein. Im Jahr 1999 wurde mit der „1962 Reissue Jaguar“ die Produktion wieder aufgenommen. Auch werden inzwischen Jaguar-Modelle von der Fender-Tochter Squier angeboten.

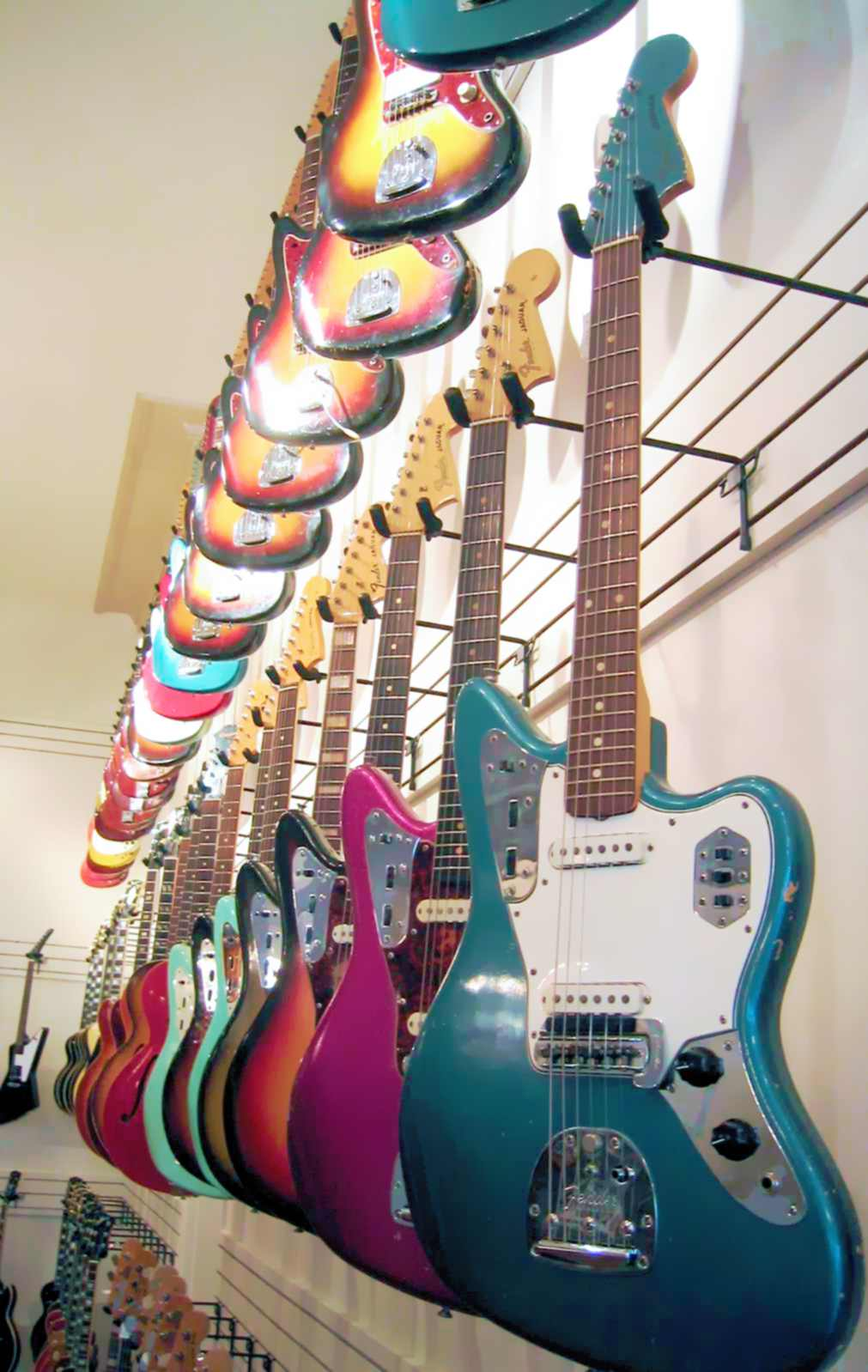
Fender Jaguars in unterschiedlichen Lackierungen

## Konstruktion
Die Jaguar folgt wie zuvor die Jazzmaster dem grundlegenden Konstruktionsprinzip der Firma Fender: Auf einen massiven Korpus aus Erlen- beziehungsweise Eschenholz wird ein Hals aus Ahornholz geschraubt. Im Gegensatz zur Jazzmaster besitzt die Jaguar 22 Bünde, (Jazzmaster 21) und eine kurze Mensur von 24 Zoll (Jazzmaster 25.5). Die Stimmmechaniken befinden sich in einer Linie auf der oberen Seite der asymmetrischen Kopfplatte. Die Elektrik ist – anders als bei der Jazzmaster – nicht auf ein meist aus Kunststoff bestehendes Schlagbrett montiert, sondern sitzt unter verchromten Platten, in denen Schalter und Potentiometer montiert sind.
Die Tonabnehmer der Jaguar sind zwei des Typs Single Coil, die nur bei den Fender-Modellen Jaguar, Bass VI und Cyclone II verbaut wurden. Obwohl optisch ähnlich den Tonabnehmern der Stratocaster, sind die Pickups Spezialanfertigungen, die eine höhere Leistung und einen wärmeren Klang, ähnlich dem von Humbuckern erzeugen.
Die Jaguar war wohl die erste E-Gitarre, die serienmäßig Out-Of-Phase-Schaltungen ermöglichte (Anmerkung: Das gegenphasige Schalten zweier Tonabnehmer ergibt einen bassarmen, brillant bis scharfen Klang; siehe unten: „Surfmusik“). Jeder der beiden Dreiweg-Tonabnehmer-Schiebeschalter bietet hierfür die Einstellungen Positiv, Off, Negativ.
Die Jaguar und Jazzmaster haben Floating-Bridge-Steg-Systeme mit vielen Obertönen, siehe auch Third-Bridge-Gitarre.

## Die Jaguar in der Musik

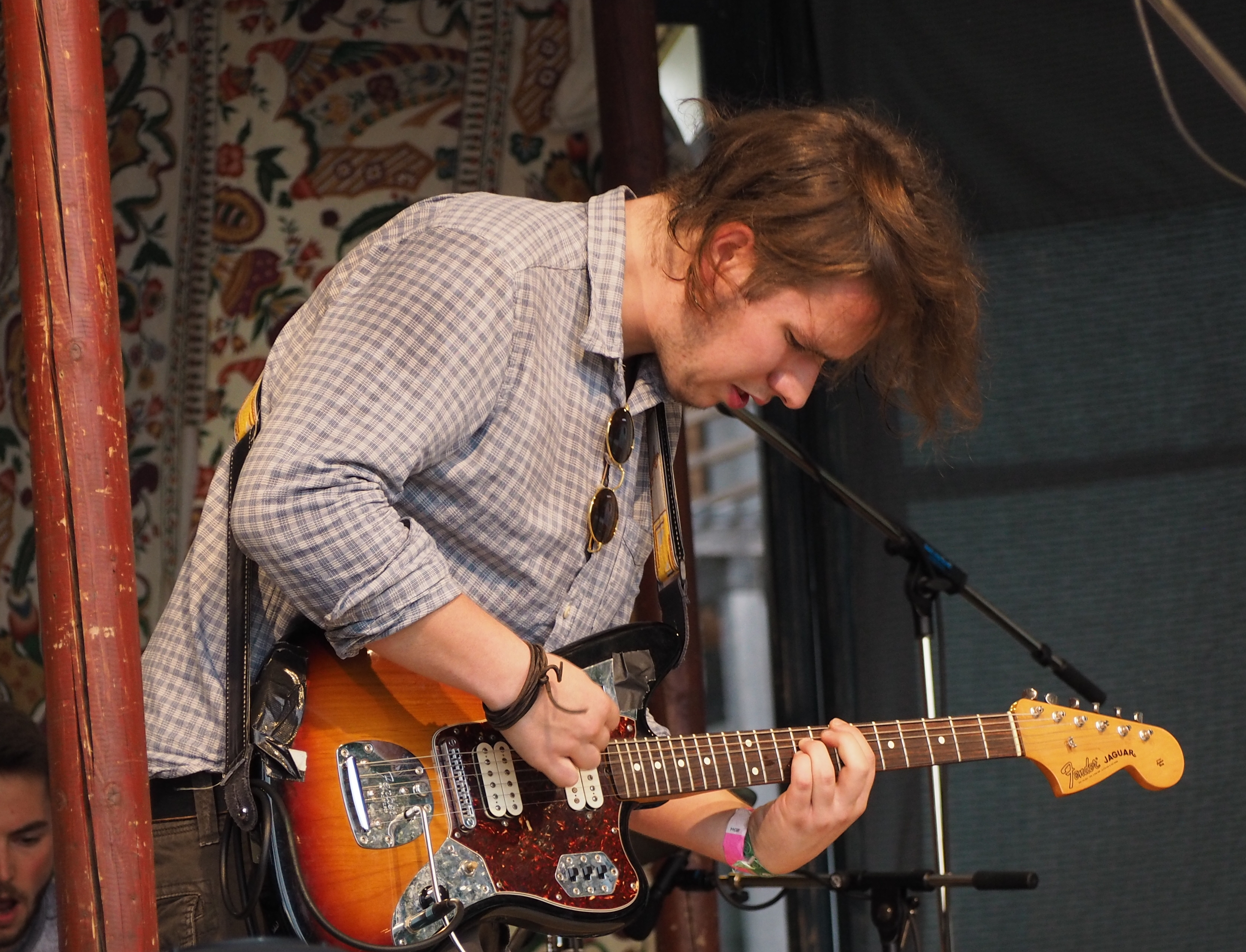
Gitarrist mit einer Fender Jaguar

Die Jaguar war zu Beginn der Produktion in den 1960er-Jahren besonders bei Surfmusik-Bands wie den Beach Boys beliebt.
Nach dem Abflauen der Surf-Welle und der Einstellung der Produktion war die Gitarre in den späten 1980er- und frühen 1990er-Jahren im Preis stark gefallen. Gebrauchte Modelle waren für 100 bis 200 US-Dollar erhältlich. Dies war Anreiz für junge aufstrebende Punk- und Grunge-Bands, sich Gitarren des Typs Jaguar zuzulegen. Vorreiter dieses Trends waren unter anderem Kurt Cobain und die Band Sonic Youth. In dem Musikvideo zu Under the Bridge von den Red Hot Chili Peppers sieht man, wie das Intro auf einer Jaguar gespielt wird. Aufgrund dieser neuen Popularität rief Fender 1999 die „1962 Reissue Jaguar“ ins Leben. Ein weiterer bekannter Jaguar-Spieler ist Johnny Marr, Gitarrist der englischen Indie-Rock-Band The Smiths. Fender gab ein Marr gewidmetes Signature-Modell der Jaguar heraus.
Kurt Cobain benutzte die Jaguar auch als Vorlage für seine eigene Signature-Gitarre: Auf die Frage, wie ein mögliches „Kurt-Cobain-Sondermodell“ aussehen solle, fotografierte Cobain seine Fender Mustang und eine Jaguar, schnitt die beiden Fotos in der Mitte durch, klebte die Oberseite der Jaguar an die Unterseite der Mustang und präsentierte das Ergebnis mit dem Wort „So!“. Folgerichtig ging die Gitarre mit dem Kunstnamen Jag-Stang (Jaguar und Mustang) in die Produktion.